# Liste der Bodendenkmäler in Steingaden
Auf dieser Seite sind die Bodendenkmäler in der oberbayerischen Gemeinde Steingaden zusammengestellt. Diese Tabelle ist eine Teilliste der Liste der Bodendenkmäler in Bayern. Grundlage ist die Bayerische Denkmalliste, die auf Basis des Bayerischen Denkmalschutzgesetzes vom 1. Oktober 1973 erstmals erstellt wurde und seither durch das Bayerische Landesamt für Denkmalpflege geführt wird. Die folgenden Angaben ersetzen nicht die rechtsverbindliche Auskunft der Denkmalschutzbehörde.

## Bodendenkmäler der Gemeinde

### Bodendenkmäler in der Gemarkung Fronreiten
| Lage                  | Objekt | Akten-Nr.     | Bild                                 |
| --------------------- | --- | ------------- | ------------------------------------ |
| Fronreiten (Standort) | Untertägige frühneuzeitliche Befunde im Bereich der Katholischen Wallfahrtskirche zum Gegeißelten Heiland in der Wies mit angeschlossenem ehemalige Priorat und Wallfahrtshospiz. Siehe auch: Wieskirche | D-1-8331-0012 | weitere Bilder                       |
| Fronreiten (Standort) | Untertägige frühneuzeitliche Befunde im Bereich der Katholischen Wieskapelle in Wies mit abgegangenem hölzernem Langhaus.                                                                                | D-1-8331-0013 | Untertägige frühneuzeitliche Befunde |
| Fronreiten (Standort) | Untertägige frühneuzeitliche Befunde im Bereich der Katholischen Filialkirche Hl. Kreuz auf dem Kreuzberg und ihres Vorgängerbaus. Siehe auch: St. Ulrich (Steingaden)                                   | D-1-8331-0015 | weitere Bilder                       |

### Bodendenkmäler in der Gemarkung Lauterbach
| Lage                  | Objekt | Akten-Nr.     | Bild           |
| --------------------- | --- | ------------- | -------------- |
| Lauterbach (Standort) | Abschnittsbefestigung vor- und frühgeschichtlicher Zeitstellung. Siehe auch: Burgstall Zöpfhalden | D-1-8231-0048 |                |
| Lauterbach (Standort) | Untertägige frühneuzeitliche Befunde im Bereich der Katholischen Wallfahrtskirche Mariä Heimsuchung in Ilgen und ihres Vorgängerbaus mit aufgelassenem Friedhof. Siehe auch: Wallfahrtskirche Mariä Heimsuchung (Ilgen) | D-1-8231-0084 | weitere Bilder |

### Bodendenkmäler in der Gemarkung Urspring
| Lage                                    | Objekt | Akten-Nr.     | Bild                                                      |
| --------------------------------------- | --- | ------------- | --------------------------------------------------------- |
| Urspring (Standort)                     | Untertägige mittelalterliche und frühneuzeitliche Befunde im Bereich des ehemaligen Prämonstratenserklosters Steingaden und seiner Vorgängerbauten mit der ehemalige Stifts- und heutigen Katholischen Pfarrkirche St. Johannes der Täufer, abgegangenen Klausur- und Wirtschaftsbauten, der abgegangenen Klosterpfarrkirche St. Dionysius sowie aufgelassenem Klosterfriedhof. Siehe auch: Kloster Steingaden, St. Johannes Baptist (Steingaden) | D-1-8231-0046 | Untertägige mittelalterliche und frühneuzeitliche Befunde |
| Urspring Kirchenstraße 24/26 (Standort) | Untertägige mittelalterliche und frühneuzeitliche Befunde im Bereich der Katholischen Filialkirche St. Maria Magdalena in Urspring und ihres Vorgängerbaus. Siehe auch: St. Maria Magdalena (Urspring), Urspring (Steingaden) | D-1-8231-0081 | weitere Bilder                                            |